# Francisco Alonso
Francisco Alonso López (* 9. Mai 1887 in Granada; † 12. Mai 1948 in Madrid) war ein spanischer Komponist.
Alonso war Schüler von Antonio Segura und später von Celestino Villa, dem Kathedralkapellmeister von Granada. Sechzehnjährig leitete er eine Kapelle in Granada. Er komponierte Salonmusik, wie Polkas, Mazurkas und Walzer, und das lyrische Werk La niña de los cantares wurde 1905 am Teatro Cervantes aufgeführt. 1911 ging er nach Madrid. Dort wurde im gleichen Jahr am Teatro Martín ¡Armas al hombro!, ein Gemeinschaftswerk mit Tomás López Torregrosa aufgeführt. 1913 folgte El bueno de Guzmán nach einem Libretto von Enrique García Álvarez.
Seinen ersten großen Erfolg hatte er 1916 am Teatro Novidades mit der Revue Música, luz y alegría. 1918 entstand die „fantasía cómico-lírica“ De Madrid al infierno. Ein besonderes Talent hatte er auch für die Komposition von Paso Dobles. Besonders populär wurde einer, den er für Enrique Paradas’ und Joaquín Jiménez’ Revue Las corsarias (1919) schrieb, sowie De la banderita.
Ab 1920 entstanden Alonsos große Zarzuelas, darunter La linda tapada (1924), La bejarana, (1924), Curro el de Lora (1925), La Calesera (1925), La parranda, (1927) und La picarona (1931). Daneben entstanden Saineten und Revuen wie Las castigadoras (1927) und Las Leandras (1931). Nach dem Spanischen Bürgerkrieg komponierte Alonso Operetten und musikalische Komödien – u. a. Doña Mariquita de mi corazón (1942), Luna de miel en El Cairo (1943), Aquella noche azul (1945), Tres días para quererte (1945) –, mit denen er seine Erfolge erneuerte. Auch die Zarzuelas Manuelita Rosas und La zapaterita entstanden in dieser Zeit. 
1947 wurde er zum Präsidenten der Sociedad General de Autores y Editores (SGAE) gewählt. Nach einer Netzhautablösung musste sich Alonso einer Operation unterziehen. Noch während der Rekonvaleszenz entstand als sein letztes Werk eine lyrische Komödie nach einem Libretto von Francisco Ramos de Castro.